# Maksimirparken

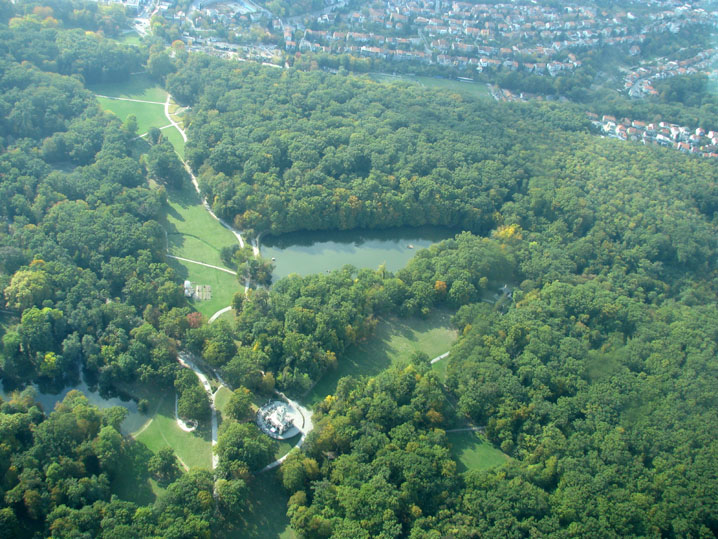
Flygfotografi över parken år 2008.

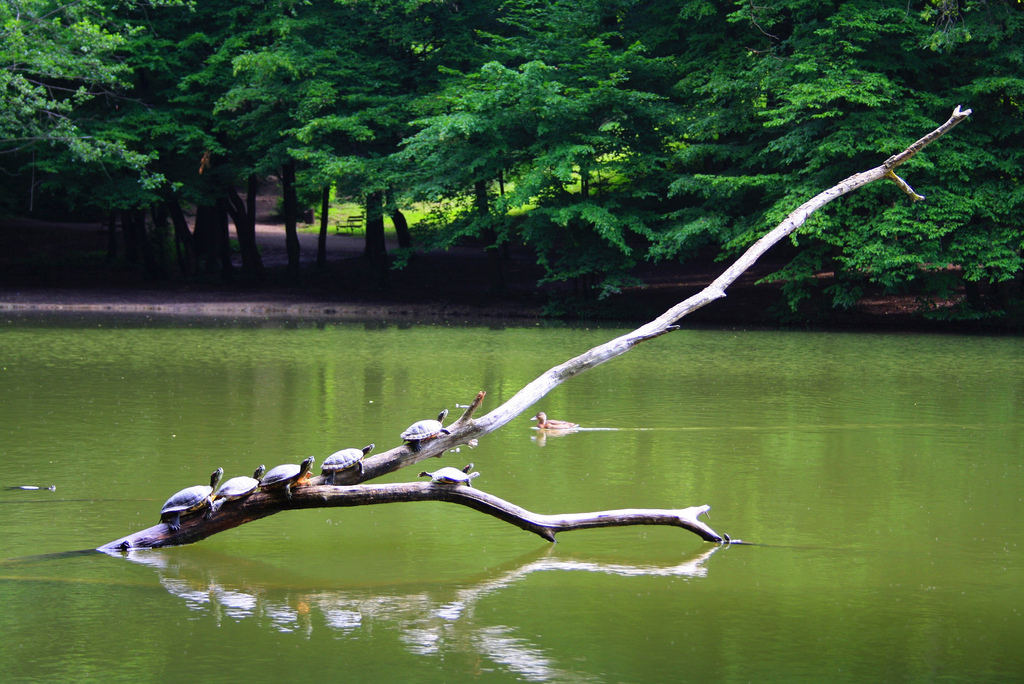
Sköldpaddor i Maksimirsjön år 2011.

Maksimirparken (kroatiska: Park Maksimir) är en stadspark i Zagreb i Kroatien. Den öppnade år 1794 för allmänheten och är den kroatiska huvudstadens äldsta och största allmänna park. Parken täcker en yta av 316 hektar i stadsdelen Maksimir och är habitat för flera växt- och djurarter. Maksimirparken är ett skyddat kulturarv och sedan år 1925 är Zagrebs djurpark belägen i parken.

## Historik
Maksimirparken är uppkallad efter Maksimilijan Vrhovac (1752–1827) som efter att år 1787 ha utnämns till Zagrebs biskop tog initiativet till att anlägga en ny park. Vrhovac ville skapa en allmän plats för vila och rekreation och den nya parken anlades i vad som då var det habsburgska Zagrebs utkanter men som idag är helt omgivet av stadsbebyggelse.
År 1794 öppnade parken för allmänheten. Den var då den första allmänna parken i sydöstra Europa  och tillika en av de mest betydande parkerna i habsburgska monarkin. Den föregick även en majoritet av Europas parker med tillträde för allmänheten. Fram till dess var de allra flesta parkerna av privat karaktär. De var oftast anlagda i anslutning till kungliga eller adliga bostäder och därmed inte tillgängliga för allmänheten.
Enligt Vrhovacs vision anlades parken till en början i (fransk) barockstil. Efter hans död år 1827 övertog biskop Aleksandar Alagović (1760–1837) arbetet med parkens utformning. Alagović övergav Vrhovac ursprungsidé och lät istället forma öppna ytor och enskilda parkelement vilket lade grunden för en landskapsinspirerad engelsk park – något som biskop Juraj Haulik (1788–1869) senare mästerligt fullbordade.
År 1837 övertog Juraj Haulik ämbetet som Zagrebs biskop och året därpå återupptog han arbetet med att utforma parken. Haulik lät anlita österrikiska arkitekter och konstnärer som hade formgivit kejsarens parker i Laxenburg och Schönbrunn. Landskapsarkitekten Michael Sebastian Reidl fick i uppdrag att leda en grupp bestående av flera för tiden välrenommerade namn i habsburgska monarkin, däribland skulptörerna Anton Dominik Fernkorn och Josip Kassmann, trädgårdsmästaren Franjo Serafin Korbler, arkitekten Franz Schücht med flera.

## Beskrivning
Maksimirparken är en engelskinspirerad stadspark med skogar och ängar samt anlagda sjöar och dammar. Trots den relativt lilla ytan (316 hektar) uppvisar parken biologisk mångfald och utgör ett viktigt skydd för flera växt- och djurarter. Dess värde som skyddsområde för utrotningshotade arter är bland annat kopplat till de håligheter som finns på träden i parkens hundraåriga ekskogar. Parken är ett friluftsområde som nyttjas av lokalbor likväl som turister.      

## Parkens byggnadsverk (urval)
- Biskop Hauliks nya villa (villa, troligtvis uppförd år 1855, arkitekt Franjo Klein)[5]
- Portvaktarens stuga (stuga, uppförd år 1847, arkitekt Leopold Philipp)[5]
- Ekopaviljongen (ekotempel, uppfört år 1840, arkitekt Franz Schücht)[5]
- Gazebo (utsiktstorn, även kallat Kiosk, uppförd åren 1841–1843, arkitekt Franz Schücht)[5]
- Schweiziska huset (villa, även kallat Tyrolska huset, uppfört år 1841, arkitekt Franz Schücht)[5]